# 塩谷町営バス
塩谷町営バス（しおやちょうえいバス）は、栃木県塩谷郡塩谷町がかつて運行していた自治体バス（廃止代替バス）である。

## 概要
関東自動車が宇都宮市内から直通運行していた路線バスの末端部の区間である玉生出張所 - 東古屋間を1975年（昭和50年）4月1日休止（同月18日廃止）した際、その廃止代替として1975年5月1日より町営バスの運行を開始した。運行開始時は29人乗りの日野・レインボーを1台使用し日祝日運休の1日5便であった。
塩谷町役場を拠点に、民間路線バス便が無い高原山麓、塩谷山地の荒川沿い集落を結んでいたが、2012年（平成24年）3月末をもって廃止となった。
以下は廃止直前の情報である。
- 運賃：1乗車：大人150円 - 450円（区間制）
- 運転日：土曜日、日曜日、祝日、年末年始（12月29日 - 翌年1月4日）は運休。

## 路線
- 塩谷町役場→鳥羽→東古屋→塩谷町役場
  - 1日4本。上記方向のみの片方向循環。県道藤原宇都宮線および県道東古屋上寺島線を経由している。